# Hakelwerk (Dieler Schanze)

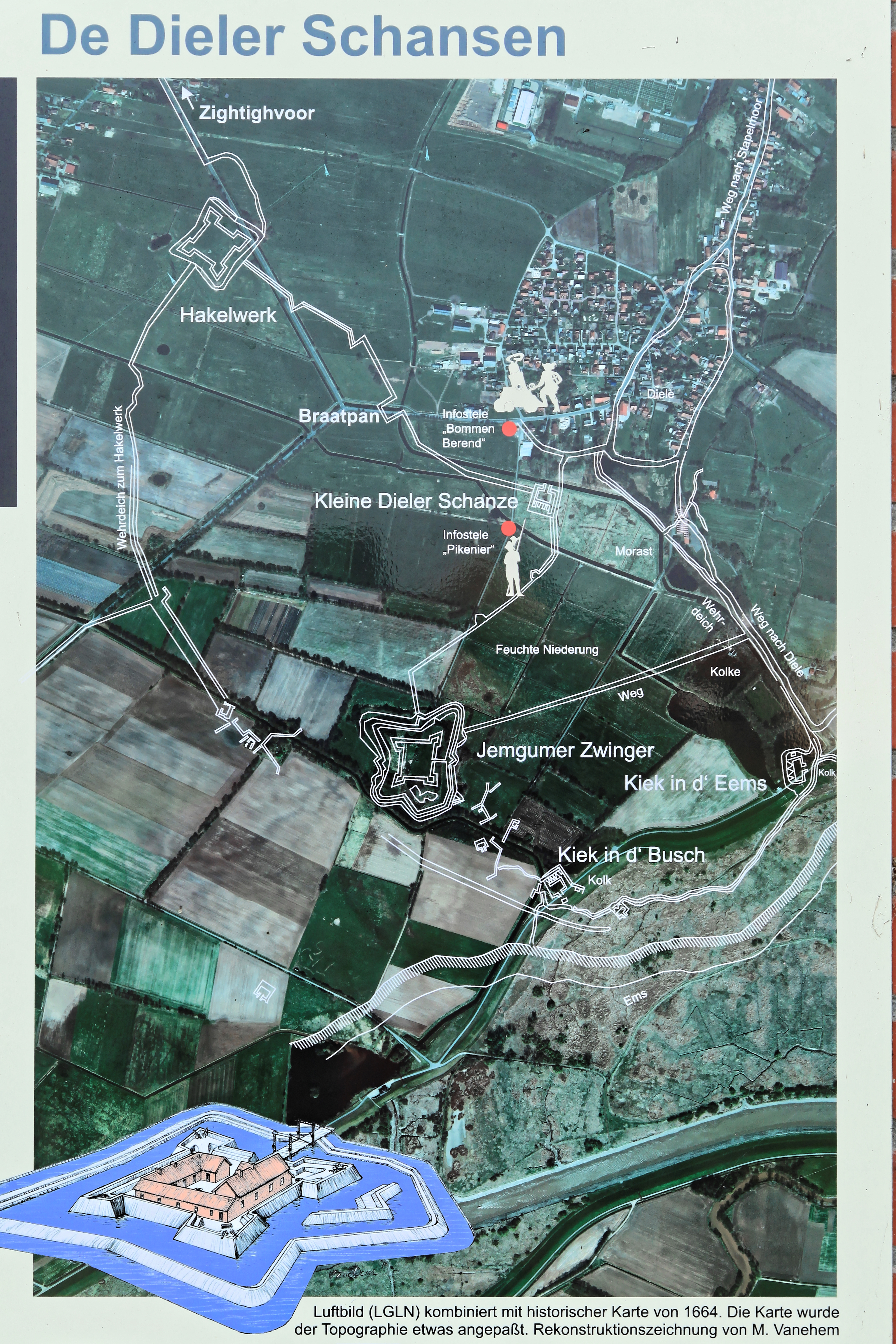
Die Dieler Schanzen. Oben Links ist das Hakelwerk eingezeichnet.

Das Hakelwerk war eine mit einem Doppelgrabensystem, Wällen und Eckbastionen bewehrte Befestigung. Es war neben dem Jemgumer Zwinger eine der beiden größeren Schanzen in der Gesamtanlage der Dieler Schanze. Das Hakelwerk lag westlich und südwestlich der heutigen Ortschaft Diele im ostfriesischen Rheiderland und ist nahezu vollständig eingeebnet. Alte Pläne der Innenbebauung existieren nicht. Im Gelände sind heute lediglich Strukturen einstiger Wassergräben der Schanze zu erkennen.  Zu Zeiten ihrer Nutzung verband ein Wehrdeich das Hakelwerk mit dem Jemgumer Zwinger. Ein zweiter Wehrdeich verlief vom Hakelwerk über Diele zur Ems.

## Geschichte
Das Hakelwerk wurde wohl während des Dreißigjährigen Kriegs errichtet. Es wird in historischen Quellen als Teil der Dieler Schanzen genannt. 1637 wurden die Dieler Schanzen und damit auch das Hakelwerk von hessischen Truppen besetzt. Die Hessen handelten bis dahin im Auftrag der Niederländer und wurden von diesen in Ostfriesland stationiert. Allerdings sollten sie nur für ein halbes Jahr in Diele bleiben. Daran hielten sich die Truppen jedoch nicht und besetzten die Schanzen weiterhin. 1647 übergab der hessische Oberst Weiler die Dieler Schanzen an kaiserliche Truppen, die diese dann aber schon kurz darauf an die hessischen Truppen zurückgeben mussten. Oberst Weiler wurde wegen der Übergabe, die ohne große Gegenwehr erfolgte, noch 1647 im Hakelwerk hingerichtet. 1650 gaben die Hessen die Schanze wieder an Ostfriesland zurück. Nach dem Dreißigjährigen Krieg verlor das Hakelwerk wohl seine militärische Bedeutung.